# Strefa hemipelagiczna

Formy ukształtowania dna oceanicznego

Strefa hemipelagiczna – podwodna strefa oceaniczna lub morska obejmująca zbocza lądu od głębokości około 230 m. po podstawę stoku, która leży na głębokości średnio 2000 m. Strefa charakteryzuje się spokojnymi wodami, brakiem światła, dość ubogim życiem zwierzęcym oraz słabym wpływem lądu na zachodzące procesy w tym środowisku.
W strefie hemipelagicznej tworzą się osady hemipelagiczne zwane również osadami batialnymi.